# Фрай, Ченнинг
Че́ннинг То́мас Фрай (англ. Channing Thomas Frye; род. 17 мая 1983, Уайт-Плейнс, Нью-Йорк) — американский профессиональный баскетболист, выступавший в НБА. Играл на позициях тяжёлого форварда или центрового. Выбран на драфте НБА 2005 года под общим восьмым номером клубом «Нью-Йорк Никс».

## Ранние годы и колледж
Фрай родился в пригороде Нью-Йорка Уайт-Плейнс, однако ещё во младенческом возрасте он с семьёй переехал в Нью-Гемпшир, а в когда Ченнингу было семь — сменили его на Феникс. После этого будущий баскетболист учился в двух аризонских школах, где показывал неплохие результаты в баскетбольной команде, а позже поступил в Аризонский университет. В нём Ченнинг выступал за университетскую команду «Аризона Уайлдкэтс», в которой его партнёрами были Андре Игудала и Люк Уолтон. За это время «Уайлдкэтс» показывали отличные результаты, а Фрай на четвёртом курсе в своём последнем сезоне в NCAA с показателями 22 очка, 15 подборов и 6 блок-шотов в среднем за игру получил звание «Игрок года» по версии The Arizona Republic.

## Карьера в НБА

### Нью-Йорк Никс
На драфте НБА 2005 года Ченнинга выбрал клуб «Нью-Йорк Никс» под восьмым номером. В первый свой сезон Фрай начал оправдывать надежды местных болельщиков, показывая стабильно высокие результаты в играх регулярного сезона. Это вылилось в вызов баскетболиста на Матч новичков против второгодок, а также во включение в состав Сборной новичков НБА по итогам сезона.
В сезоне 2006/07 провёл большинство игр со старта, но Нью-Йорк по его результатам не пробился даже в плей-офф и руководство, после нескольких неудачных обменов решило изменить лицо клуба.

### Портленд Трэйл Блэйзерс
В результате командной перестройки Никс драфте НБА 2007 года обменяли Ченнинга Фрая и Стива Фрэнсиса в «Портленд Трэйл Блэйзерс», получив взамен Зака Рэндольфа, Фреда Джонса, и Дэна Дикау. В Портленде средние показатели Фрая упали, а сам игрок проводил всё меньше времени на площадке. В начале второго своего сезона в «Портленд Трэйл Блэйззерс» баскетболист перенёс операцию по удалению остеофитов на левой лодыжке, что также сказалось на игре Фрая.

### Финикс Санз
14 июля 2009 года Ченнинг Фрай подписал контракт с «Финикс Санз».

### Орландо Мэджик
10 июля 2014 года Фрай подписал четырёхлетний контракт с клубом «Орландо Мэджик» на сумму 32 миллиона долларов.

### Кливленд Кавальерс
18 февраля 2016 года, в результате трёхсторонней сделки, Фрай был обменян в «Кливленд Кавальерс».

### Лос-Анджелес Лейкерс
8 февраля 2018 года «Кавальерс» обменяли Фрая, Айзею Томаса и выбор первого раунда драфта 2018 года в «Лос-Анджелес Лейкерс» на Джордана Кларксона и Ларри Нэнса (младшего).

### Возвращение в Кливленд Кавальерс
19 июля 2018 года Фрай подписал контракт с «Кливленд Кавальерс».
1 марта 2019 года игрок объявил, что сезон 2018-19 станет для него последним в НБА.

## Статистика

### Статистика в НБА
| Сезон                                                                                    | Команда  | Регулярный сезон | Регулярный сезон | Регулярный сезон | Регулярный сезон | Регулярный сезон | Регулярный сезон | Регулярный сезон | Регулярный сезон | Регулярный сезон | Регулярный сезон | Регулярный сезон | Серия плей-офф | Серия плей-офф | Серия плей-офф | Серия плей-офф | Серия плей-офф | Серия плей-офф | Серия плей-офф | Серия плей-офф | Серия плей-офф | Серия плей-офф | Серия плей-офф |
| Сезон                                                                                    | Команда  | GP               | GS               | MPG              | FG%              | 3P%              | FT%              | RPG              | APG              | SPG              | BPG              | PPG              | GP             | GS             | MPG            | FG%            | 3P%            | FT%            | RPG            | APG            | SPG            | BPG            | PPG            |
| ---------------------------------------------------------------------------------------- | -------- | ---------------- | ---------------- | ---------------- | ---------------- | ---------------- | ---------------- | ---------------- | ---------------- | ---------------- | ---------------- | ---------------- | -------------- | -------------- | -------------- | -------------- | -------------- | -------------- | -------------- | -------------- | -------------- | -------------- | -------------- |
| 2005/06                                                                                  | Нью-Йорк | 65               | 14               | 24,2             | 47,7             | 33,3             | 82,5             | 5,8              | 0,8              | 0,5              | 0,7              | 12,3             | Не участвовал  | Не участвовал  | Не участвовал  | Не участвовал  | Не участвовал  | Не участвовал  | Не участвовал  | Не участвовал  | Не участвовал  | Не участвовал  | Не участвовал  |
| 2006/07                                                                                  | Нью-Йорк | 72               | 59               | 26,3             | 43,3             | 16,7             | 78,7             | 5,5              | 0,9              | 0,5              | 0,6              | 9,5              | Не участвовал  | Не участвовал  | Не участвовал  | Не участвовал  | Не участвовал  | Не участвовал  | Не участвовал  | Не участвовал  | Не участвовал  | Не участвовал  | Не участвовал  |
| 2007/08                                                                                  | Портленд | 78               | 20               | 17,2             | 48,8             | 30,0             | 78,0             | 4,5              | 0,7              | 0,4              | 0,3              | 6,8              | Не участвовал  | Не участвовал  | Не участвовал  | Не участвовал  | Не участвовал  | Не участвовал  | Не участвовал  | Не участвовал  | Не участвовал  | Не участвовал  | Не участвовал  |
| 2008/09                                                                                  | Портленд | 63               | 1                | 11,8             | 42,3             | 33,3             | 72,2             | 2,2              | 0,4              | 0,3              | 0,3              | 4,2              | 4              | 0              | 9,0            | 35,7           | -              | 66,7           | 0,8            | 0,3            | 0,0            | 0,0            | 3,0            |
| 2009/10                                                                                  | Финикс   | 81               | 41               | 27,0             | 45,1             | 43,9             | 81,0             | 5,3              | 1,4              | 0,8              | 0,9              | 11,2             | 16             | 0              | 27,2           | 36,4           | 34,9           | 93,8           | 5,6            | 0,9            | 0,8            | 0,6            | 8,2            |
| 2010/11                                                                                  | Финикс   | 77               | 64               | 33,0             | 43,2             | 39,0             | 83,2             | 6,7              | 1,2              | 0,6              | 1,0              | 12,7             | Не участвовал  | Не участвовал  | Не участвовал  | Не участвовал  | Не участвовал  | Не участвовал  | Не участвовал  | Не участвовал  | Не участвовал  | Не участвовал  | Не участвовал  |
| 2011/12                                                                                  | Финикс   | 64               | 59               | 26,1             | 41,6             | 34,6             | 89,0             | 5,9              | 1,4              | 0,7              | 1,1              | 10,5             | Не участвовал  | Не участвовал  | Не участвовал  | Не участвовал  | Не участвовал  | Не участвовал  | Не участвовал  | Не участвовал  | Не участвовал  | Не участвовал  | Не участвовал  |
| 2013/14                                                                                  | Финикс   | 82               | 82               | 28,2             | 43,2             | 37,0             | 82,1             | 5,1              | 1,2              | 0,7              | 0,8              | 11,1             | Не участвовал  | Не участвовал  | Не участвовал  | Не участвовал  | Не участвовал  | Не участвовал  | Не участвовал  | Не участвовал  | Не участвовал  | Не участвовал  | Не участвовал  |
| 2014/15                                                                                  | Орландо  | 75               | 51               | 24,9             | 39,2             | 39,3             | 88,6             | 3,9              | 1,3              | 0,6              | 0,5              | 7,3              | Не участвовал  | Не участвовал  | Не участвовал  | Не участвовал  | Не участвовал  | Не участвовал  | Не участвовал  | Не участвовал  | Не участвовал  | Не участвовал  | Не участвовал  |
| 2015/16                                                                                  | Орландо  | 44               | 29               | 17,1             | 43,5             | 39,7             | 90,5             | 3,2              | 1,0              | 0,5              | 0,5              | 5,2              | Не участвовал  | Не участвовал  | Не участвовал  | Не участвовал  | Не участвовал  | Не участвовал  | Не участвовал  | Не участвовал  | Не участвовал  | Не участвовал  | Не участвовал  |
| 2015/16                                                                                  | Кливленд | 26               | 3                | 17,1             | 44,1             | 37,7             | 78,6             | 3,6              | 1,0              | 0,3              | 0,3              | 7,5              | 17             | 0              | 14,0           | 59,4           | 56,5           | 85,7           | 2,4            | 0,3            | 0,4            | 0,5            | 6,7            |
| 2016/17                                                                                  | Кливленд | 74               | 15               | 18,9             | 45,8             | 40,9             | 85,1             | 3,9              | 0,6              | 0,4              | 0,5              | 9,1              | 12             | 0              | 12,8           | 51,7           | 51,3           | 85,7           | 1,8            | 1,1            | 0,3            | 0,3            | 7,3            |
| 2017/18                                                                                  | Кливленд | 44               | 1                | 12,4             | 49,7             | 33,3             | 93,3             | 2,5              | 0,6              | 0,4              | 0,3              | 4,8              | Не участвовал  | Не участвовал  | Не участвовал  | Не участвовал  | Не участвовал  | Не участвовал  | Не участвовал  | Не участвовал  | Не участвовал  | Не участвовал  | Не участвовал  |
| 2017/18                                                                                  | Лейкерс  | 9                | 0                | 16,7             | 46,5             | 36,0             | 75,0             | 2,8              | 1,1              | 0,1              | 0,1              | 5,8              | Не участвовал  | Не участвовал  | Не участвовал  | Не участвовал  | Не участвовал  | Не участвовал  | Не участвовал  | Не участвовал  | Не участвовал  | Не участвовал  | Не участвовал  |
| 2018/19                                                                                  | Кливленд | 36               | 6                | 9,5              | 36,8             | 40,5             | 78,6             | 1,4              | 0,6              | 0,2              | 0,1              | 3,6              | Не участвовал  | Не участвовал  | Не участвовал  | Не участвовал  | Не участвовал  | Не участвовал  | Не участвовал  | Не участвовал  | Не участвовал  | Не участвовал  | Не участвовал  |
|                                                                                          | Всего    | 890              | 445              | 22,2             | 44,0             | 38,8             | 82,2             | 4,5              | 1,0              | 0,5              | 0,6              | 8,7              | 49             | 0              | 17,6           | 46,0           | 44,4           | 87,9           | 3,2            | 0,7            | 0,4            | 0,4            | 7,0            |
| Наведите курсор мыши на аббревиатуры в заголовке таблицы, чтобы прочесть их расшифровку. |          |                  |                  |                  |                  |                  |                  |                  |                  |                  |                  |                  |                |                |                |                |                |                |                |                |                |                |                |

### Статистика в колледже
| Сезон                                                                                   | Команда | GP | GS | MPG  | FG%  | 3P%  | FT%  | RPG | APG | SPG | BPG | PPG  |  |
| --------------------------------------------------------------------------------------- | ------- | -- | -- | ---- | ---- | ---- | ---- | --- | --- | --- | --- | ---- |  |
| 2002/03                                                                                 | Аризона | 32 | 27 | 25,4 | 56,4 | 0,0  | 66,4 | 8,4 | 0,7 | 0,6 | 1,9 | 12,6 |  |
| 2003/04                                                                                 | Аризона | 30 | 30 | 30,4 | 54,8 | 60,0 | 78,8 | 7,5 | 1,9 | 0,6 | 2,1 | 15,9 |  |
| 2004/05                                                                                 | Аризона | 37 | 37 | 30,9 | 55,4 | 17,6 | 83,0 | 7,6 | 1,9 | 0,9 | 2,3 | 15,8 |  |
|                                                                                         | Всего   | 99 | 94 | 29,0 | 55,5 | 26,1 | 76,9 | 7,8 | 1,5 | 0,7 | 2,1 | 14,8 |  |
| Наведите курсор мыши на аббревиатуры в заголовке таблицы, чтобы прочесть их расшифровку |         |    |    |      |      |      |      |     |     |     |     |      |  |